# 가야시마역
가야시마역(일본어: 萱島駅)은 일본 오사카부 네야가와시에 위치한 게이한 전기철도 게이한 본선의 역이다. 역 번호는 KH16이다.

## 역 구조
섬식 승강장 2면 4선의 구조에서 고가역이고 역의 거의 중앙에 네야가와 강을 걸치고 있다. 개찰구는 지평선에 동서 양쪽으로 1곳씩 있다.
배리어 프리 대책으로서 동쪽 출입구에 신체 장애자 대응 엘리베이터 및 휠체어, 오스토 메이트 대응의 다목적 화장실이 설치되어 있다.

### 승강장
| 번호 | 노선          | 방향 | 행선                                               |
| ---- | ------------- | ---- | -------------------------------------------------- |
| 1・2 | ■ 게이한 본선 | 상행 | 히라카타시・주쇼지마・산조・데마치야나기 방면      |
| 3・4 | ■ 게이한 본선 | 하행 | 모리구치시・교바시・요도야바시・나카노시마 선 방면 |

- 유효 길이는 8량이다. 본 역은 복복선 구간의 동쪽 끝 역이므로 오사카 방향에서는 주로 본선(2,3번 선)이 A선에, 대피선(1,4번 선)이 B선에 각각 연결하여 교토 방면에서는 대피선이 네야가와 차고로 이어지고 있으며, 본 차고에서 출고한 열차는 3번 선에 들어갈 수 없다.

## 이용 현황
| 연도별 1일 평균 하차 승차 인원 | 연도별 1일 평균 하차 승차 인원 | 연도별 1일 평균 하차 승차 인원 | 연도별 1일 평균 하차 승차 인원 |
| 연도                           | 특정일                         | 특정일                         | 특정일                         |
| 연도                           | 조사일                         | 하차 인원                      | 승차 인원                      |
| ------------------------------ | ------------------------------ | ------------------------------ | ------------------------------ |
| 1990년                         | 11/6                           | 38,407                         | 19,585                         |
| 1991년                         | -                              | -                              | -                              |
| 1992년                         | 11/10                          | 39,492                         | 20,077                         |
| 1993년                         | -                              | -                              | -                              |
| 1994년                         | -                              | -                              | -                              |
| 1995년                         | 11/21                          | 37,947                         | 19,794                         |
| 1996년                         | -                              | -                              | -                              |
| 1997년                         | -                              | -                              | -                              |
| 1998년                         | 11/10                          | 34,717                         | 17,502                         |
| 1999년                         | -                              | -                              | -                              |
| 2000년                         | 11/7                           | 31,365                         | 16,193                         |
| 2001년                         | -                              | -                              | -                              |
| 2002년                         | 12/10                          | 29,640                         | 15,195                         |
| 2003년                         | 10/28                          | 29,644                         | 15,127                         |
| 2004년                         | 11/9                           | 29,714                         | 15,151                         |
| 2005년                         | 11/8                           | 29,799                         | 15,175                         |
| 2006년                         | 11/7                           | 28,552                         | 14,606                         |
| 2007년                         | 11/13                          | 28,168                         | 14,366                         |
| 2008년                         | 11/11                          | 27,833                         | 14,134                         |
| 2009년                         | 11/10                          | 26,840                         | 13,620                         |
| 2010년                         | 11/9                           | 26,687                         | 13,576                         |
| 2011년                         | 11/1                           | 26,303                         | 13,384                         |
| 2012년                         | 10/31                          | 26,035                         | 13,269                         |
| 2013년                         | 11/12                          | 26,086                         | 13,254                         |
| 2014년                         | 11/11                          | 26,382                         | 13,417                         |
| 2015년                         | 11/10                          | 26,341                         | 13,405                         |

## 역 주변
- 네야가와 강
- 가야시마 신사
- 네야가와 가야시마 우체국
- 가야시마 시민 센터
- 시마가시라텐만구
- 부영 시노미야 주택

## 인접역
| 게이한 전기철도 ■ 게이한 본선   | 게이한 전기철도 ■ 게이한 본선 | 게이한 전기철도 ■ 게이한 본선     |
| ------------------------------- | ----------------------------- | --------------------------------- |
| KH04 교바시 요도야바시 방면     | ■ 통근준급(평일 하행만 운행)  | 네야가와시 KH17 데마치야나기 방면 |
| KH11 모리구치시 요도야바시 방면 | ■ 준특급                      | 네야가와시 KH17 데마치야나기 방면 |
| KH15 오와다 요도야바시 방면     | ■ 구간급행 ■ 보통             | 네야가와시 KH17 데마치야나기 방면 |